# ГЕС Mountain Chute
ГЕС Mountain Chute – гідроелектростанція у канадській провінції Онтаріо. Знаходячись перед ГЕС Barrett Chute, становить верхній ступінь каскаду на річці Мадаваска, правій притоці Оттави (впадає ліворуч до річки Святого Лаврентія, котра дренує Великі озера).
В межах проекту станції річку перекрили бетонною греблею висотою 55 метрів та довжиною 440 метрів. Крім того, для закриття сідловин на лівобережжі звели дві допоміжні споруди – Норт-Блок висотою 12 метрів при довжині 130 метрів та Вайтфіш висотою 15 метрів при довжині 200 метрів. Разом вони утримують витягнуте по долині річки на кілька десятків кілометрів водосховище з площею поверхні 35 км2 та об'ємом 109 млн м3. 
При цьому вище по течії знаходяться ще два великі резервуари, які лише здійснюють накопичення ресурсу в інтересах всього каскаду та не мають власних генеруючих потужностей. Обидві водойми в сучасному вигляді виникли у 1942-му, коли старі дерев’яні греблі походженням з 1880-х років замінили новими спорудами. Розташоване вище Барк-Лейк, котре має площу поверхні 38 км2, припустиме коливання рівня 9 метрів та об’єм 339 млн м3, утримує гребля висотою 20 метрів та довжиною 300 метрів. У випадку дещо меншого (площа поверхні 28,8 км2) Kamaniskeg Lake дві протоки річки перекрили греблями висотою 8 і 10 метрів при довжині 53 і 130 метрів відповідно.
Пригреблевий машинний зал станції Mountain Chute обладнали двома турбінами типу Френсіс загальною потужністю 170 МВт, які працюють при напорі у 47 метрів.